# Grant Shaud
Grant Shaud est un acteur américain né le 27 février 1961 à Evanston, Illinois (États-Unis).

## Filmographie
- 1987 : Wall Street : Young Broker
- 1989 : Calendrier meurtrier (January Man) : Newscaster / Reporter
- 1992 : Monsieur le député (The Distinguished Gentleman) : Arthur Reinhardt
- 1997 : Men Seeking Women : Les
- 1998 : De la Terre à la Lune (From the Earth to the Moon) (feuilleton TV) : Bob Carbee
- 1998 : Fourmiz (Antz) : Foreman (voix)
- 2000 : The Crow 3 : Salvation (The Crow: Salvation) : Peter Walsh
- 2000 : Madigan de père en fils (Madigan Men) (série TV) : Alex Rosetti
- 2003 : Oliver Beene (série TV) : Dr. Jerrimiah 'Jerry' Beene
- 2012 : New York, unité spéciale (saison 13, épisode 11) : un critique
- 2016-2018 : Younger (série TV) : Bob